# Зибров, Андрей Юрьевич
Андре́й Ю́рьевич Зи́бров (род. 5 июля 1973, Ленинград) — российский актёр театра и кино.

## Биография

### Ранние годы
Родился в семье Юрия Петровича Зиброва, капитана второго ранга, и Татьяны Ивановой, бухгалтера. Имеет сестру Елену. В детстве Андрея семья переехала на остров Кильдин в Баренцевом море по месту службы отца. Спустя 10 лет вернулись в Ленинград.
В детстве Зибров посещал кружок «Умелые руки», затем театральный кружок — театр юношеского творчества (ТЮТ).
Сразу после окончания школы поступить в Академию театрального искусства (ЛГИТМиК) не смог, но поступить удалось через год, в 1991 году. В 1996 году окончил актёрский факультет (курс Вениамина Фильштинского).

### Карьера
Работал в театре «На Крюковом канале» в Санкт-Петербурге.
С января 1997 года работал в труппе Санкт-Петербургского академического театра имени Ленсовета. Является актёром Театра эстрады им. А. И. Райкина.
Стал известен по ролям Геннадия Николаева в сериале Агент национальной безопасности, Игоря Градовикова в сериале Улицы разбитых фонарей, Виталия Японцева в сериале Солдаты, Романа Малышева в сериале Невский и Сергея Сельцова в сериале Шеф.

### Личная жизнь
Первая супруга — актриса Вероника Дмитриева, знакомство Зиброва с ней произошло в театральном институте. Ещё до заключения брака Вероника забеременела, но беременность оборвалась на 6 месяце: у ребёнка был сепсис. После двух лет брака подали на развод.
Вторая супруга — Анна, психолог по образованию, с которой Зибров познакомился на съемках фильма «Двое из ларца — 2» в 2008 году. Свадьба состоялась 10 марта 2010 года. 22 марта 2011 года родился сын Андрей.
В ночь с пятницы 23 апреля на субботу 24 апреля 2010 года у дома № 11 по Каменноостровскому проспекту Зибров получил тяжёлое ранение, когда заступался за свою жену, к которой после их выхода из бара на Каменноостровском проспекте стали приставать хулиганы. Когда Зибров попытался защитить жену, один из них выстрелил актёру в голову из травматического пистолета и попал в глаз, который после нескольких операций пришлось заменить на глазной протез. Нападавшие были арестованы, один из них, Антон Ивченко, был приговорен к трехлетнему лишению свободы и выплате возмещения в 600 тысяч рублей.

## Творчество

### Театр
Театр «На Крюковом канале»
- 1996 — «Записки сумасшедшего», моноспектакль по одноимённой повести Н. В. Гоголя (режиссёр — Грачёва Л. В.)— Аксентий Иванович Поприщин[3]
- 1996 — «Шутки Чехова»
- 1996 — «Время Высоцкого»
- 1996 — «Дорога»

Санкт-Петербургский академический театр имени Ленсовета
- 1997 — «Войцек» по одноимённой пьесе Георга Бюхнера (режиссёр — Юрий Бутусов; премьера — 8 февраля 1997 года) — Тамбурмажор[4]
- 1997 — «В ожидании Годо» по одноимённой пьесе Сэмюэла Беккета (режиссёр — Юрий Бутусов; премьера — 9 октября 1997 года) — Лакки[5]
- 1997 — «Король, дама, валет» по пьесе Александра Гетмана по одноимённому роману Владимира Набокова (режиссёр — Владислав Пази; премьера — 12 декабря 1997 года) — 2-й санитар, манекен, официант[6]
- 1998 — «Калигула» по одноимённой пьесе Альбера Камю (режиссёр-постановщик — Юрий Бутусов; премьера — 9 октября 1998 года) — Мерейя, старый патриций[7][8][9]
- 1999 — «Братец Кролик на диком Западе» по пьесе Эдуарда Гайдая (режиссёр — Владислав Пази) — братец Петух, постовой[10]
- 2003 — «Владимирская площадь», опера (мюзикл) Вячеслава Вербина и Александра Журбина по роману «Униженные и оскорблённые» Ф. М. Достоевского (режиссёр — Владислав Пази) — Иван Петрович, молодой писатель (от его лица ведётся повествование)[11]
- 2003 — «Приглашение в замок» по одноимённой пьесе Жана Ануя (режиссёр — Владислав Пази) — Орас / Фредерик, братья-близнецы, племянники леди Демерморт[12]

### Фильмография
- 1998 — Горько! — Егор, жених Люси (военный / датский принц / воздушный гимнаст Цыганов)
- 1999 — Женская собственность — Костя, бывший муж Ольги
- 2000 — Агент национальной безопасности (сезоны № 2-5) — Геннадий Николаев, стажёр (далее — лейтенант ФСБ, старший лейтенант милиции, капитан)
- 2000 — Особенности национальной охоты в зимний период — Игорь Валентинович Речников
- 2000 — Империя под ударом — Владимир Михайлович Агеев («Топаз»)
- 2001 — Улицы разбитых фонарей. Менты-4 (серия «Сальдо-бульдо») — Кнышёв
- 2001 — Спецотдел — «Клест»
- 2001 — Механическая сюита — Виктор, машинист поезда
- 2001 — Ниро Вульф и Арчи Гудвин (фильм № 4 «Дело в шляпе») — Персиваль Браун
- 2002 — Спецназ-1 (серии № 1, 2, 3 — «Сломанная стрела», «Засада», «Клинок») — Алексей Шахмаметьев («Шах»), прапорщик
- 2002 — По имени Барон (серии № 4, 6, 7) — Валерий Евгеньевич Томашевский, следователь
- 2002 — Нож в облаках — Слепцов, актёр
- 2002 — Дневник камикадзе
- 2002 — Убойная сила 4 (фильм «Последний причал») — Заславский, руководитель экспедиторской фирмы
- 2003 — Танцор
- 2003 — Особенности национальной политики — Веня, бандит-неудачник
- 2003 — Линии судьбы — Клим
- 2003 — Команда — Алексей Краснов, полузащитник, капитан ФК «Торпедо» (Болотное)
- 2004 — Диверсант — лейтенант-дознаватель
- 2005 — Фаворский — Игорь Олегович Малютин
- 2005 — Грозовые ворота — Андрей Юрьевич Гаврилов, подполковник, начальник штаба
- 2005 — Принцесса и нищий — представитель турфирмы
- 2005 — Гибель империи (серия № 7 «Гроза») — Павел Николаевич Переверзев, российский адвокат, политический деятель
- 2005 — Брежнев — Коновальчук, старшина-пограничник
- 2006 — У. Е. — Олег Васильевич Банников
- 2006 — Синдикат — Владислав Маслеников («Доллар»)
- 2006 — Пушкин. Последняя дуэль — князь Пётр Владимирович Долгоруков
- 2006 — Час пик — Виталий Обухов
- 2006 — Двое из ларца — Александр Адашев-Гурский, независимый журналист
- 2007 — Гаишники — Георгий, компаньон Шер-хана
- 2007 — Одна любовь души моей — князь Пётр Владимирович Долгоруков
- 2007 — Преступление и наказание — Пётр Петрович Лужин, 45 лет, адвокат, надворный советник
- 2007 — На пути к сердцу — Корабельников
- 2008 — Тот, кто гасит свет — Игорь Страхов, художник-инвалид
- 2008 — Литейный 4 — участковый Игорь Степцов (в серии «Край обожженных икон») и Олег Игоревич Бойцов (в серии «Лицо»)
- 2008 — Родительский день — Сергей Тарасов
- 2008 — Всегда говори «всегда» 4 — Теодор
- 2008 — Двое из ларца 2 — Александр Адашев-Гурский, независимый журналист
- 2009 — В сторону от войны — Ершов, политрук
- 2009 — Стая — Глеб, предприниматель
- 2010 — Солдаты. Дембель неизбежен — Виталий Альбертович Японцев, подполковник
- 2010 — Капитан Годеев (фильм № 4 «Родная кровь») — Андрей Тардынин, бизнесмен
- 2010 — Русский дубль — Андрей Михайлов, частный детектив, друг Максима Самойлова, один из учредителей частного детективного агентства «Два товарища»
- 2010 — Смерть Вазир-Мухтара. Любовь и жизнь Грибоедова — император Николай I
- 2010 — Хозяин — Горский
- 2010 — Месть без права передачи — Виктор Корнеев
- 2011 — Морские дьяволы 5 (серия № 22 «Сбежавшая невеста») — Кулик
- 2011 — Ярость — Равиль Бахтияров, майор ФСБ, знакомый Разумовского
- 2011 — Наследница — Михаил, режиссёр
- 2011 — Я желаю тебе себя (Украина) — Жора, бухгалтер
- 2011 — Отрыв — Олег Кушаков
- 2012 — Предатель — «Африка», наркобарон
- 2012 — Белая гвардия — Александр Брониславович Студзинский, штабс-капитан
- 2013 — Солдаты-17 — Виталий Альбертович Японцев, полковник, начальник штаба дивизии
- 2013 — Шерлок Холмс (фильм № 3 «Паяцы») — Чарли Уильямс, арестант, сослуживец доктора Джона Уотсона
- 2013 — Хуторянин — Александр Соломатин, командир ОМОН
- 2013 — Улицы разбитых фонарей. Менты-13 — Игорь Сергеевич Градовиков, полковник полиции, начальник межрайонного УВД
- 2014 — Куприн. Поединок — Петерсон, капитан
- 2014 — Улицы разбитых фонарей. Менты-14 — Игорь Сергеевич Градовиков, полковник полиции, начальник межрайонного УВД
- 2014 — Григорий Р. — доктор Лазоверт
- 2014 — Лучшие враги — Михаил Николаевич Романов, майор, сотрудник аналитического отдела ГУВД
- 2014 — Шаман — Генрих Штольц, адвокат
- 2015 — Культ — Михаил Сельвинский
- 2015 — Тальянка — Михаил Иванович Боташ, полковник ВВС СССР, комендант аэродрома
- 2015 — Улицы разбитых фонарей. Менты-15 — Игорь Сергеевич Градовиков, полковник полиции, начальник межрайонного УВД
- 2016 — Наше счастливое завтра — майор
- 2017 — Шеф. Игра на повышение — Сергей Сельцов
- 2017 — Улицы разбитых фонарей. Менты-16 — Игорь Сергеевич Градовиков, полковник полиции, начальник межрайонного УВД
- 2017 — Троцкий — Вильгельм II
- 2017 — Невский. Проверка на прочность — Малышев, полковник полиции, начальник полиции УМВД по Центральному району
- 2018 — Мельник — Арсений Петрович Малиновский
- 2018 — Алиби — Сергей Николаевич Витязев, следователь
- 2018 — Ворона — Иван Михайлович Снегирёв, следователь
- 2019 — Алекс Лютый — Лев Викторович Проценко
- 2020 — Великолепная пятёрка 2 — Аркадий
- 2020 — Ментозавры — Альберт Рогожин, бизнесмен
- 2021 — Везёт — Александр Григорьевич, начальник батальона ДПС, подполковник полиции

## Признание и награды
- 1999 — лауреат Санкт-Петербургской независимой актёрской премии имени Владислава Стржельчика за «Актёрский ансамбль» (вместе с Михаилом Пореченковым, Михаилом Трухиным и Константином Хабенским) — за роль Лакки в спектакле «В ожидании Годо» режиссёра Юрия Бутусова на сцене Санкт-Петербургского академического театра имени Ленсовета[13].